# 야광충
야광충(夜光蟲, 학명: Noctiluca scintillans)은 야광충과에 속하는 생물이다. 몸은 지름 1mm 이상이고 육안으로 볼 수 있다. 몸은 무색이고 다른 편모충류와는 달리 가로홈이 퇴화했고, 세로홈은 입부분으로 변형되었다. 짧은 가로편모가 있고 촉수가 몸 밖으로 나와 있어 이것들을 천천히 움직여서 헤어 다닌다.
대부분 엽록체가 없으며, 식물성플랑크톤과 원생동물, 그리고 유기물을 섭취한다. 또한, 대부분 이분법이나 다분법으로 증식하는 무성생식을 하지만, 유성생식도 한다.
항상 연안 가까이에 떠돌아 다니며 밤에는 파도나 기타의 충격에 의하여 빛을 내므로 동물 발광의 연구 재료로도 유명하다. 이것이 크게 번성하여 바닷물이 연분홍빛이 되는 것을 이른바 적조라고 하는데, 많은 어패류를 죽게 하여 수산업에 많은 타격을 준다.